# Lista tomów serii One-Punch Man
Ten artykuł zawiera listę tomów serii One-Punch Man napisanej przez ONE i ilustrowanej przez Yūsuke Muratę, ukazywanej w magazynie internetowym „Tonari no Young Jump” wydawnictwa Shūeisha od 14 czerwca 2012. Pierwszy tom tankōbon ukazał się 4 grudnia 2012, natomiast według stanu na 4 kwietnia 2025, do tej pory wydano 33 tomy.
W Polsce seria ukazuje się nakładem wydawnictwa Japonica Polonica Fantastica od grudnia 2015.
| Nr | Język japoński   | Język japoński         | Język polski     | Język polski           |
| Nr | Data wydania     | ISBN                   | Data wydania     | ISBN                   |
| --- | ---------------- | ---------------------- | ---------------- | ---------------------- |
| 1 | 4 grudnia 2012   | ISBN 978-4-08-870701-3 | grudzień 2015    | ISBN 978-83-7471-551-5 |
| Lista rozdziałów - 001. Jednym ciosem (jap. 一撃 Ichigeki) - 002. Szukanie pracy a sprawa krabia (jap. 蟹と就活 Kani to shūkatsu) - 003. Ci, którzy niosą zniszczenie (jap. 災害存在 Saigai sonzai) - 004. Mroczni podziemianie (jap. 闇の地底人 Yami no chisokojin) - 005. Eksplozja swędzenia (jap. かゆさ爆発 Kayusa bakuhatsu) - 006. Saitama (jap. サイタマ Saitama) - 007. Tajemniczy atak (jap. 謎の襲撃 Nazo no shūgeki) - 008. Mówisz o tym tutaj? (jap. それコイツ Sore koitsu) - Historia poboczna. 200 jenów (jap. ２００円 200 en)                                                   |                  |                        |                  |                        |
| 2 | 4 grudnia 2012   | ISBN 978-4-08-870702-0 | luty 2016        | ISBN 978-83-7471-552-2 |
| Lista rozdziałów - 009. Dom ewolucji (jap. 進化の家 Shinka no ie) - 010. Sztuka nowoczesna (jap. 近代アート Kindai āto) - 011. Sekret siły (jap. 強さの秘訣 Tsuyosa no hiketsu) - 012. Bojownicy utopii (jap. 新都団 Shinto-dan) - 013. Szybkość (jap. スピード Supīdo) - 014. Pierwsze słyszę (jap. お前など知らん Omae nado shiran) - 015. Praca a hobby (jap. 趣味と仕事 Shumi to shigoto) - Historia poboczna. Samodoskonalenie (jap. じぶんみがき Jibun migaki) |                  |                        |                  |                        |
| 3 | 4 kwietnia 2013  | ISBN 978-4-08-870724-2 | maj 2016         | ISBN 978-83-7471-553-9 |
| Lista rozdziałów - 016. Zdałem (jap. 合格しました Gōkaku shimashita) - 017. Sparing (jap. 手合せ Teawase) - 018. I jak tu być superbohaterem (jap. 宮業活動 Miyagyō katsudō) - 019. Nie mam czasu (jap. それどころじゃない Sore dokoro janai) - 020. Plotki (jap. 噂 Uwasa) - Historia poboczna. Lato (jap. 夏 Natsu) - Historia poboczna. Powiew świeżości (jap. 吹き込む新風 Fukikomu shinpū) |                  |                        |                  |                        |
| 4 | 2 sierpnia 2013  | ISBN 978-4-08-870871-3 | sierpień 2016    | ISBN 978-83-7471-554-6 |
| Lista rozdziałów - 021. Wielki meteor (jap. 巨大隕石 Kyodai inseki) - 022. Głos (jap. 声 Koe) - 023. Groza z morskiej otchłani (jap. 海からの脅威 Umi kara no kyōi) - 024. Król głębin (jap. 深海王 Shinkaiō) - Historia poboczna. Pasio za kratkami (jap. ぷりズン Purizon) |                  |                        |                  |                        |
| 5 | 4 grudnia 2013   | ISBN 978-4-08-880083-7 | listopad 2016    | ISBN 978-83-7471-555-3 |
| Lista rozdziałów - 025. Król głębin (2) (jap. 深海王・２ Shinkaiō 2) - 026. Wątły promyk nadziei (jap. 不安定な希望 Fuanteina kibō) - 027. Chwała zwyciężonym (jap. ズタボロに輝く Zutaboro ni kagayaku) - 028. Bo trochę pada (jap. 雨降ってるから Ame futteru kara) - 029. Klasa B (jap. B級 Bī-kyū) - Historia poboczna. To, czego nie można kupić (jap. 賈えないモノ Kaenai mono) |                  |                        |                  |                        |
| 6 | 2 maja 2014      | ISBN 978-4-08-880128-5 | luty 2017        | ISBN 978-83-7471-556-0 |
| Lista rozdziałów - 030. Klasa S (jap. S級 Esu-kyū) - 031. Przepowiednia (jap. 大予言 Daiyogen) - 032. Z kosmosu (jap. 宇宙(そら)からの... Sora kara no...) - 033. Faceci, którzy nie słuchają, co się do nich mówi (jap. 話を聞かない男たち Hanashi o kikanai otokotachi) - 034. Ty to chyba głupi jesteś (jap. 馬鹿かお前 Bakaka omae) - Historia poboczna. Łosoś (jap. 鮭 Shake) |                  |                        |                  |                        |
| 7 | 4 grudnia 2014   | ISBN 978-4-08-880262-6 | czerwiec 2017    | ISBN 978-83-7471-557-7 |
| Lista rozdziałów - 035. Walka (jap. 戦い Tatakai) - 036. Prawdziwa moc Borosa (jap. ボロスの本領 Borosu no honryō) - 037. Upadek (jap. 堕落 Daraku) - Historia poboczna. Wielki plan odbudowy (jap. 大工事 Daikouji) - Historia poboczna. Wspomnienia najlepszego ucznia (jap. 一番弟子の回想 Ichibandeshi no kaisou) - Historia poboczna. Katsudon (jap. カツ丼 Katsudon) |                  |                        |                  |                        |
| 8 | 3 kwietnia 2015  | ISBN 978-4-08-880382-1 | sierpień 2017    | ISBN 978-83-7471-558-4 |
| Lista rozdziałów - 038. King (jap. キング Kingu) - 039. On (jap. あの人 Ano hito) - 040. Wyjęci spod prawa (jap. アウトロー Autorō) - Historia poboczna. Kotek (jap. 迷い猫 Mayoi neko) - Historia poboczna. Langusty (jap. 海老 Ebi) |                  |                        |                  |                        |
| 9 | 4 sierpnia 2015  | ISBN 978-4-08-880530-6 | październik 2017 | ISBN 978-83-7471-559-1 |
| Lista rozdziałów - 041. Mężczyzna, który chciał być potworem (jap. 怪人になりたい男 Kaijin ni naritai otoko) - 042. Grupa Śnieżycy (jap. フブキ組 Fubuki-gumi) - 043. Nic a nic nie rozumiesz! (jap. なめんな！ Namen na!) - 044. Przyspieszenie (jap. 加速 Kasoku) - 045. Superbohaterski pseudonim (jap. ヒーローネーム Hīrō nēmu) - 046. Polowanie na bohaterów (jap. ヒーロー狩り Hiro kari) - 047. Technika (jap. 技 Waza) |                  |                        |                  |                        |
| 10 | 4 grudnia 2015   | ISBN 978-4-08-880577-1 | luty 2018        | ISBN 978-83-7471-560-7 |
| Lista rozdziałów - 048. Banany (jap. バナナ Banana) - 049. W sumie to i tak nie mam co robić (jap. どうせ服だから Dōse fukudakara) - 050. Będę sobie pozwalał! (jap. 調子に乗る！ Chōshininoru!) - 051. Przebranie (jap. 被り物 Kaburimono) - 052. Nie odkładaj! (jap. 戻すな！ Modosu na!) - 053. Szatnia (jap. 控え室 Hikaeshitsu) - 054. Wij (jap. 百足 Mukade) - 055. Zaangażowanie (jap. 気合い Kiai) - Historia poboczna. Wolny dzień Wichury (jap. タツマキの休日 Tatsumaki no kyūjitsu) - Historia poboczna. Rzecz gustu (jap. センス Sensu) - Historia poboczna. Liczby (jap. 数字 Sūji) |                  |                        |                  |                        |
| 11 | 3 czerwca 2016   | ISBN 978-4-08-880646-4 | kwiecień 2018    | ISBN 978-83-7471-561-4 |
| Lista rozdziałów - 056. Od frontu (jap. 真正面 Masshōmen) - 057. Przeszkoda (jap. 横槍 Yokoyari) - 058. Wielki insekto-potwór (jap. 大怪蟲 Daikaichū) - 059. Tylko ty jeden (jap. お前だけ Omaedake) - 060. Poznajmy zawodników (jap. 入場 Nyūjō) - 061. Czarny koń (jap. ダークホース Dāku Hōsu) - Historia poboczna. Drużyna (jap. 戦隊 Sentai) |                  |                        |                  |                        |
| 12 | 2 grudnia 2016   | ISBN 978-4-08-880785-0 | czerwiec 2018    | ISBN 978-83-7471-562-1 |
| Lista rozdziałów - 062. Dlaczego chcę być silniejszy (jap. 求める理由 Motomeru riyū) - 063. Pojedynki i walki (jap. 武合と戦闘 Takegō to sentō) - 064. Granica (jap. 限界 Genkai) - 065. Siostry (jap. 姉妹 Shimai) - 066. Ci silni (jap. 強い奴ら Tsuyoi yatsura) - 067. Nie spodziewałem się (jap. 規範外 Kihangai) - Historia poboczna. Dzień z życia Kinga (roboczy, ale w sumie to wolny) (jap. キングの休日のようで平日 Kingu no kyūjitsu no yōde heijitsu) |                  |                        |                  |                        |
| 13 | 4 kwietnia 2017  | ISBN 978-4-08-881103-1 | listopad 2018    | ISBN 978-83-7471-713-7 |
| Lista rozdziałów - 068. Znaczny potencjał bojowy (jap. 大戦力 Daisenryoku) - 069. Komórki potworów (jap. 怪人細胞 Kaijin saibō) - 070. Fajnie jest być silnym (jap. 強いよ楽しい Tsuyoi yo tanoshī) - 071. Czym na prawdę są sztuki walki (jap. 武術とは…!! Bujutsu to wa...!!) - Historia poboczna. Gwiazda (jap. スター Sutā) |                  |                        |                  |                        |
| 14 | 4 sierpnia 2017  | ISBN 978-4-08-881231-1 | luty 2019        | ISBN 978-83-7471-714-4 |
| Lista rozdziałów - 072. Przemiana w potwora (jap. 怪人化 Kaijinka) - 073. Opór siłacza (jap. 強い奴の抵抗 Tsuyoi yatsu no teikō) - 074. Na krańcu rozpaczy (jap. 絶望の果て Zetsubō no hate) - 075. Wbrew wszelkim regułom (jap. 反則 Hansoku) |                  |                        |                  |                        |
| 15 | 4 grudnia 2017   | ISBN 978-4-08-881431-5 | czerwiec 2019    | ISBN 978-83-7471-715-1 |
| Lista rozdziałów - 076. Jak zwykle nuda (jap. 停滞と成長 Teitai to seichō) - 077. Stagnacja i postęp (jap. いつも通りの退屈 Itsumodōri no taikutsu) - 078. Ci, którzy działają w cieniu (jap. 暗躍する者たち Anyaku suru monotachi) - 079. Morderczy megakombos (jap. 八メ技 Hame-waza) - 080. Otoczony (jap. 包囲 Hōi) - Historia poboczna. Stopień zagrożenia (jap. 災害レベル Saigai reberu) - Historia poboczna. Testimone (jap. 目撃 Mokugeki) |                  |                        |                  |                        |
| 16 | 4 kwietnia 2018  | ISBN 978-4-08-881451-3 | październik 2019 | ISBN 978-83-7471-716-8 |
| Lista rozdziałów - 081. Zawsiętość (jap. 意地 Iji) - 082. Dać z siebie wszystko (jap. 出し尽くす Dashitukusu) - 083. Strome schody (jap. 過酷な階段 Kakokuna kaidan) - 084. Eskalacja (jap. エスカレーション Esukarēshon) - Historia poboczna. Etapy rozwoju (jap. 成長過程 Seichō katei) |                  |                        |                  |                        |
| 17 | 3 sierpnia 2018  | ISBN 978-4-08-881556-5 | styczeń 2020     | ISBN 978-83-7471-717-5 |
| Lista rozdziałów - 085. Siła (jap. パワー Pawā) - 086. Bo jestem Łysym w Pelerynie? (jap. ハゲマントだからか? Hagemanto dakara ka?) - 087. Siedziba (jap. アジト Ajito) - Historia poboczna. Pewność siebie (jap. 自信 Jishin) |                  |                        |                  |                        |
| 18 | 4 grudnia 2018   | ISBN 978-4-08-881690-6 | lipiec 2020      | ISBN 978-83-7471-718-2 |
| Lista rozdziałów - 088. Potworność (jap. 怪人性 Kaijinsei) - 089. Ogranicznik (jap. リミッター Rimitta) - 090. Nabe (jap. 鍋 Nabe) |                  |                        |                  |                        |
| 19 | 4 kwietnia 2019  | ISBN 978-4-08-881813-9 | grudzień 2020    | ISBN 978-83-7471-719-9 |
| Lista rozdziałów - 091. Pożarcie kapusty (jap. 白菜消滅 Hakusai shōmetsu) - 092. Bo jestem potworem (jap. 怪人だから Kaijin dakara) - 093. Azorek (jap. ポチ Pochi) - 094. Studzienka (jap. マンホール Manhōru) - Historia poboczna. Bolesny cios rzeczywistości (jap. 現実パンチ Genjitsu panchi) |                  |                        |                  |                        |
| 20 | 4 lipca 2019     | ISBN 978-4-08-881814-6 | kwiecień 2021    | ISBN 978-83-7471-720-5 |
| Lista rozdziałów - 095. Ruszamy! (jap. 行くぞ！ Ikuzo!) - 096. Roznieść ich w pył! (jap. 蹴散らせ！ Ke chirase!) - Historia poboczna. Wyposażenie (jap. 所持アイテム Shoji aitemu) |                  |                        |                  |                        |
| 21 | 4 grudnia 2019   | ISBN 978-4-08-881815-3 | maj 2021         | ISBN 978-83-7471-873-8 |
| Lista rozdziałów - 097. Ile dostałem punktów? (jap. 判定は？ Hantei wa?) - 098. Ten szybki (jap. 速い奴 Hayai yatsu) - 099. Moment (jap. 一瞬 Isshun) - 100. Tornister (jap. ランドセル Randoseru) - 101. Łzy rozżalenia (jap. 悔し泣き Kuyashinaki) - Historia poboczna. Nie mogę bezczynnie czekać (jap. 待ってられない Matte rarenai) |                  |                        |                  |                        |
| 22 | 4 września 2020  | ISBN 978-4-08-882292-1 | sierpień 2021    | ISBN 978-83-7471-874-5 |
| Lista rozdziałów - 102. Młodociany superbohater (jap. 少年ヒーロー Hītoappu) - 103. Światłość (jap. 光 Hikari) - 104. Nieczysta walka nieśmiertelnych (jap. 不死身の泥仕合 Fujimi no dorojiai) - 105. Słodka Maska (jap. アマイマスク Amaimasuku) - 106. Coś, czego nikt nie powinien zobaczyć (jap. 見てはいけないもの Mitehaikenai mono) - Historia poboczna. Kawa (jap. コーヒー Kōhī) |                  |                        |                  |                        |
| 23 | 4 stycznia 2021  | ISBN 978-4-08-882455-0 | kwiecień 2022    | ISBN 978-83-7471-875-2 |
| Lista rozdziałów - 107. Plecy (jap. 背中 Senaka) - 108. Autentyczność (jap. 真贋 Shingan) - 109. Taki jeden groźny, rozmnażający się koleś (jap. 増えるヤバい奴 Fueru yabai yatsu) - 110. Love Evolution (jap. ラブエボリューション Rabu eboryūshon) - 111. Żarłoczność (jap. 食い意地 Kuiiji) - 112. Czarnolśniący Superstop (jap. 超合金クロビカリ Chōgōkin kurobikari) - Historia poboczna. Przykład (jap. 範 Han) |                  |                        |                  |                        |
| 24 | 3 grudnia 2021   | ISBN 978-4-08-883002-5 | luty 2023        | ISBN 978-83-8264-230-8 |
| Lista rozdziałów - 113. Szczyt pecha (jap. 大凶 Daikyō) - 114. Potężny wróg (jap. 強敵 Kyōteki) - 115. Ofiara (jap. 生贄 Ikenie) - 116. Fałszywka (jap. フェイク Feiku) - 117. Ponowne starcie (jap. 再戦 Saisen) - 118. Lustro (jap. 鏡 Kagami) - Historia poboczna. Przeciętni siłacze (jap. 強ー般人 Tsuyo hatsujin) |                  |                        |                  |                        |
| 25 | 2 maja 2022      | ISBN 978-4-08-883136-7 | maj 2023         | ISBN 978-83-8264-231-5 |
| Lista rozdziałów - 119. Przypadkowe spotkanie (jap. 遭遇 Sōgū) - 120. Zabawa (jap. 遊び Asobi) - 121. Myszy w pułapce (jap. 窮鼠 Kyūso) - 122. Motorycerz (jap. 駆動騎士 Kudō kishi) - 123. Ten, który działa w ukryciu (jap. 裏の気配 Ura no kehai) - 124. Liczy się tylko siła (jap. 必要なのは強さだけ Hitsuyōna no wa tsuyosa dake) - 125. Uszkodzony (jap. 壊れている Kowareteiru) - Historia poboczna. Tył głowy (jap. 後頭部 Kōtōbu) |                  |                        |                  |                        |
| 26 | 4 czerwca 2022   | ISBN 978-4-08-883137-4 | październik 2023 | ISBN 978-83-8264-235-3 |
| Lista rozdziałów - 126. Niepojęte (jap. 未知 Michi) - 127. Nowa grupa Śnieżycy (jap. 新フブキ組 Shin Fubuki gumi) - 128. Siad! (jap. おすわり Osuwari) - 129. Psychos (jap. サイコス Saikosu) - 130. Zabawa w potwora (jap. 怪人ごっこ Kaijin-gokko) - 131. Potworne połączenie (jap. 魔合体! Magattai!) - Historia poboczna. Wielka selekcja (jap. 大抜擢 Dai batteki) |                  |                        |                  |                        |
| 27 | 4 listopada 2022 | ISBN 978-4-08-883336-1 | styczeń 2024     | ISBN 978-83-8264-236-0 |
| Lista rozdziałów - 132. Przejęcie kontroli (jap. 侵蝕 Shinshoku) - 133. Odwrócenie (jap. ひっくり返す! Hikkurikaesu!) - 134. Pełnia mocy Wichury (jap. タツマキ全開 Tatsumaki zenkai) - 135. Niepokonani (jap. 負けない! Makenai!) - 136. Coś potężnego (jap. 大いなる何か Ōinaru nanika) - 137. Najinteligentniejsza forma życia (jap. 究極の叡智 Kyūkyoku no eichi) |                  |                        |                  |                        |
| 28 | 2 czerwca 2023   | ISBN 978-4-08-883586-0 | —                |                        |
| Lista rozdziałów - 138. Nejire (jap. ねじれ) - 139. Kyodai baria (jap. 巨大バリア) - 140. Shūtai to kihon (jap. 醜態と基本) - 141. Fukutsu (jap. 不屈) - 142. Kyōmei (jap. 共鳴) - 143. Shin’en e (jap. 深淵へ) - Historia poboczna. Kyūkaku (jap. 嗅覚) |                  |                        |                  |                        |
| 29 | 2 listopada 2023 | ISBN 978-4-08-883742-0 | —                |                        |
| Lista rozdziałów - 144. Abyss - 145. Ishi to daiya (jap. 石とダイヤ) - 146. Kendochōrai (jap. 捲土重来) - 147. Torubeki taido (jap. とるべき態度) - 148. Mokusei (jap. 木星) - 149. Shirubā Fuengu (jap. シルバーフエング) - 150. The Black Shine |                  |                        |                  |                        |
| 30 | 4 marca 2024     | ISBN 978-4-08-883863-2 | —                |                        |
| Lista rozdziałów - 151. Sukedachi (jap. 助太刀) - 152. Gekibutsu (jap. 劇物) - 153. Issen (jap. 一線) - 154. Fukuhei (jap. 伏兵) - 155. Shi to deshi (jap. 師と弟子) - 156. Saidai no kabe (jap. 最大の壁) - Historia poboczna. Kingu no fūkaku (jap. 王の風格) |                  |                        |                  |                        |
| 31 | 4 lipca 2024     | ISBN 978-4-08-884098-7 | —                |                        |
| Lista rozdziałów - 157. Ōte (jap. 王手) - 158. Bosshū (jap. 没収) - 159. Rengoku musō bakunetsu hadō-hō (jap. 煉獄無双爆熱波動砲) - 160. Seika (jap. 成果) - 161. Shinbatsu (jap. 神罰) |                  |                        |                  |                        |
| 32 | 1 listopada 2024 | ISBN 978-4-08-884267-7 | —                |                        |
| Lista rozdziałów - 162. BAD BOYS - 163. 2BAD - 164. Shukufuku (jap. 祝福) - 165. Bunsuirei (jap. 分水嶺) - 166. Fuan yōso (jap. 不安要素) - 167. Saikō no hīrō (jap. 最高のヒーロー) - Historia poboczna. Hansha (jap. 反射) |                  |                        |                  |                        |
| 33 | 4 kwietnia 2025  | ISBN 978-4-08-884479-4 | —                |                        |
| Lista rozdziałów - 168. Yama yori mo (jap. 神魔よりも) - 169. Kami ni adanasu imubeki ken (jap. 神に仇なす忌むべき拳) - 170. Zettai aku (jap. 絶対悪) - 171. Jijō (jap. 二乗) - Historia poboczna. Kudō kishi no iwasa (jap. 駆動騎士の噂) |                  |                        |                  |                        |